# لئون فسر
لئون فسر (انگلیسی: Leon Fesser؛ زادهٔ ۱ سپتامبر ۱۹۹۴) بازیکن فوتبال اهل آلمان است.
از باشگاه‌هایی که در آن بازی کرده‌است می‌توان به باشگاه فوتبال بایرن مونیخ اشاره کرد.